# Эмилия Хиллария
Эмилия Хиллария (лат. Aemilia Hilaria) — древнеримский врач и автор книг по гинекологии и акушерству.

## Биография
Эмилия родилась в Римской Империи, на территории нынешнего департамента Мозель во Франции. Она была дочерью Цецилия Агриция Арбория и Эмилии Коринфии Мауры, бедных дворян из Галлии. Прозвище «Хилария» она получила из-за её жизнерадостности в детстве. Став взрослой, она продолжала жить в этом районе и стала там врачом. Эмилия была теткой по материнской линии Авзонию, галло-римского сенатора, ставшего наставником императора Грациана.
Авзоний написал серию биографических стихов о членах своей семьи, в том числе об Амейлии, под названием Parentalia. Все, что мы знаем сегодня об Эмилии и её семье, исходит от Parentalia. В его стихотворении о тете она описывалась как «посвященная девственница», которая отказалась от брака, чтобы продолжить свою карьеру. Он описал ее как «обученную медицинскому искусству, как и любой мужчина». Он назвал ее честным и опытным врачом, который также помогал своему брату-врачу в его исследованиях.

## Память
Эмилия является одной из 999 женщин, изображённых на Званом ужине в 1979 году.